# Xysticus punctatus
Xysticus punctatus là một loài nhện trong họ Thomisidae.
Loài này thuộc chi Xysticus. Xysticus punctatus được Eugen von Keyserling miêu tả năm 1880.